# Jianchangopterus
Jianchangopterus zhaoianus
Ne pas confondre avec le genre de dinosaures Jianchangosaurus.
Genre
Espèce
Jianchangopterus est un genre fossile de ptérosaures de la famille des Rhamphorhynchidae et de la sous-famille des Scaphognathinae. Un seul fossile est connu. Il a été découvert dans la formation de Tiaojishan dans la province chinoise du Liaoning dans le nord-est du pays. Cette formation géologique est datée de la fin du Jurassique moyen il y a environ 164 Ma (millions d'années),.
Une seule espèce est rattachée au genre : Jianchangopterus zhaoianus, décrite en 2011 par les paléontologues chinois Lü Junchang et Bo Xue.

## Description
Il est représenté par un seul squelette quasi complet avec son crâne. 
Jianchangopterus est caractérisé par :
- sept paires de dents sur sa mâchoire supérieure et six paires sur sa mandibule ;
- la présence d'un évidement sur le maxillaire ;
- la régularité de sa marge dentaire en vue latérale ;
- une crête centrale distincte le long de la surface dorsale de la symphyse mandibulaire ;
- une phalange alaire IV avec un axe fortement incurvé, avec une longueur presque équivalente à celle de la phalange alaire I[1].

## Classification
D'autres Scaphognathinae ont été découverts dans le même niveau stratigraphique dont les genres Sordes et Scaphognathus, ce qui montre la grande diversité des ptérosaures au cours du Jurassique moyen et supérieur. Les inventeurs du genre placent ces deux derniers genres en groupe frère de Jianchangopterus.